# Ernst Vögelin
Ernst Vögelin, latinisé en Ernestus Vœgelinus, né à Constance le 10 août 1529, mort en 1589,, est un imprimeur allemand d'origine suisse.

## Biographie
Ernst Vögelin étudie à Leipzig. Il y épouse une fille de Valentin Bapst, le premier imprimeur de la ville, dont il reprend l'imprimerie et étend son activité en créant une fonderie typographique, une maison d'édition et une librairie. En 1559, elle est devenue la plus importante imprimerie d'Allemagne orientale. Lourdement endetté et accusé de calvinisme, il est contraint de quitter Leipzig en 1576,. En 1579, il s'établit à Neustadt. Son établissement est repris par ses trois fils, Gothard, Philip et Walentin. Ils l'établissent à Heidelberg où ils impriment, en 1609, l'editio princeps de l'Astronomia nova de Johannes Kepler
.
Les impressions notables d'Ernst Vögelin comprennent le corpus doctrinae protestant, paru sous le titre Corpus doctrinae christianae.